# Mariage homosexuel en Nouvelle-Zélande

Mariage homosexuel reconnu
Reconnaissance du mariage conclu aux autres états
Pas de reconnaissance des couples homosexuels
Mariage homosexuel interdit par la constitution
Peine théorique non appliquée en pratique
Homosexualité illégale

La proposition de loi Marriage Equality Bill ouvrant le mariage aux couples homosexuels en Nouvelle-Zélande est adoptée en seconde lecture par le parlement le 13 mars 2013, puis en troisième lecturepar 77 voix contre 44 le 17 avril. Le chant Pokarekare Ana retentit en tribune dès le résultat du vote.
La loi reçoit l'assentiment royal le 19 avril 2013.
La proposition est déposée par la représentante travailliste Louisa Wall, et soutenue par le Premier ministre conservateur John Key. Après avoir autorisé les unions civiles en 2005, la Nouvelle-Zélande devient ainsi le premier pays en Océanie à légaliser le mariage pour les couples de même sexe. Au moment de l'adoption de la loi, les sondages d'opinion indiquent que 70 % de la population y est favorable.